# Gwiazdozbiór Panny
Panna (łac. Virgo, dop. Virginis, symbol , skrót Vir) – gwiazdozbiór zodiakalny, znany już w starożytności. Rozciąga się po obu stronach równika niebieskiego, między Lwem i Wagą. Jest to największy gwiazdozbiór zodiakalny i drugi co do wielkości gwiazdozbiór na niebie (ustępuje wielkością jedynie Hydrze). Liczba gwiazd dostrzegalnych nieuzbrojonym okiem: około 95. W Polsce widoczny wiosną. W Pannie znajduje się najwięcej galaktyk na całym niebie.

## Mity i legendy
Prawie wszystkie starożytne kultury łączyły gwiazdy tej konstelacji z dziewicą lub boginią. Starożytni Babilończycy widzieli na niebie kłos z ziarnami oraz liść palmy. Najjaśniejsza gwiazda nadal nazywana jest Kłosem. Gwiazdozbiór wiązany był również z radliną ziemi rozrywaną pługiem, dlatego też z tą częścią nieba Babilończycy wiązali płodność swoich ziem. Rzymianie też wybrali związek z rolnictwem i nazywali tę konstelację Ceres, od imienia bogini żniw. Według starożytnych Greków i Rzymian widzieli w tym fragmencie nieba postać kobiety. W niektórych mitach była to Demeter, córka Chronosa i Rei, bogini urodzaju, trzymająca kłos pszenicy, którym jest najjaśniejsza gwiazda w gwiazdozbiorze – Spica. W innych Astrea ważąca sprawiedliwość na znajdującej się w pobliżu Wadze. Jeszcze inny mit wiązał ją z Erigone. Erigona była córką Ikariosa, która powiesiła się po uzyskaniu informacji, że pijani pasterze zamordowali jej ojca. Na niebie umieścił ją Dionizos, który przekazał Ikariosowi tajemnicę wyrobu wina. Utożsamiana również z grecką boginią sprawiedliwości Dike, córką Zeusa i Temidy, która opuściła Ziemię i wzleciała do nieba, kiedy zachowanie ludzi stawało się coraz gorsze, ale również boginie pełniące podobne funkcje w innych kulturach (w Mezopotamii – Astarte, w Egipcie – Izyda, w Grecji – Atena). Inny mit mówi o Persefonie, niedostępnej królowej podziemia porwanej przez Plutona. Natomiast w okresie średniowiecza utożsamiano Pannę z Matką Boską.

## Gwiazdy Panny

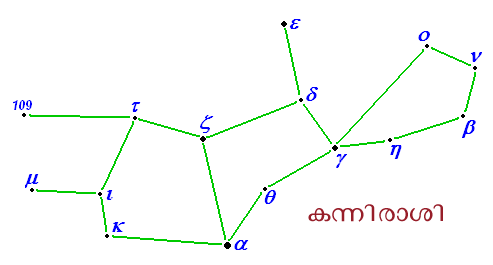
Gwiazdozbiór Panny z zaznaczonymi gwiazdami

Gwiazdy konstelacji, umieszczonej niemal prostopadle do Galaktyki, są blade i dostrzec je można tylko na bardzo ciemnym niebie. Centralny trapez utworzony przez Alfę, Zetę, Deltę i Gammę jest najłatwiej rozróżnialną częścią Panny. Spica, Porrima, Vindemiatrix oraz Zavijava (β Vir) tworzą charakterystyczny kształt litery Y.
- Najjaśniejsza gwiazda Panny, Spica (α Virginis, Kłos), jest najjaśniejszą gwiazdą konstelacji, 14. pod względem jasności gwiazdą na niebie. Składa się z bliskiego układu dwóch niebieskich gwiazd typu B. Są oddalone od siebie zaledwie o 15 mln km. Dominującym składnikiem jest niebieski olbrzym, drugim składnikiem jest karzeł. Połączona jasność tych gwiazd jest 2100 razy jaśniejsza od Słońca. Znajdują się w odległości 220 lat świetlnych od Słońca[1]. Ze względu na położenie Kłosa blisko ekliptyki jest on często zakrywany przez Księżyc oraz rzadziej przez planety[3].
- Zavijava (β Vir) – żółtobiała gwiazda ciągu głównego, położona w odległości 36 lat świetlnych od Słońca[5].
- Porrima (γ Vir) to gwiazda podwójna znajdująca się w odległości 39 lat świetlnych od Słońca. Została nazwana na cześć rzymskiej bogini przyszłości (znanej również jako Antevorta). Układ podwójny składający się z dwóch karłów o okresie obiegu około 170 lat. Na niebie dzieli je odległość od 0,35 do sześciu sekund kątowych. Ostatnio gwiazdy były blisko siebie w maju 2005 roku. Kolejne takie zbliżenie będzie miało miejsce w roku 2174[3].
- Minelauva (δ Vir) – czerwony olbrzym położony w odległości 202 lat świetlnych od Słońca[5].
- Vindemiatrix (ε Vir) jest gwiazdą pojedynczą, żółtym olbrzymem, o masie 2,6 masy Słońca. Gwiazda ta jest tak zwanym standardem dla astronomów badających widma gwiazd. Łacińska nazwa „Vindemiator” oznacza „zbieracza winogron”. Położona jest w odległości 302 lat świetlnych od Słońca[5][3].

W konstelacji znajduje się kilka gwiazd zmiennych typu Mira Ceti. Można je oglądać przez lornetkę w ich maksimum jasności. Należą do nich R Vir, S Vir, U Vir, RS Vir oraz SS Vir.
- Ze względów historycznych należy wspomnieć o zmiennej W Vir. To żółty olbrzym pulsujący z okresem około 17 dni. Gwiazda jest „protoplastą” całej rodziny gwiazd zmiennych, tak zwanych cefeid drugiej populacji[3].

## Interesujące obiekty
W konstelacji znajduje się najwięcej galaktyk na całym niebie – Gromada w Pannie stanowi centrum Supergromady Lokalnej. Panna leży daleko od płaszczyzny Drogi Mlecznej i nie zawiera mgławic czy gromad otwartych, ale ma dużą liczbę jasnych galaktyk. Największa gromada galaktyk w promieniu 100 milionów lat świetlnych od Słońca mieści się w północnej części gwiazdozbioru. W Pannie oraz sąsiednim gwiazdozbiorze, Warkoczu Bereniki, znajduje się najbliższa nam duża gromada galaktyk – Gromada w Pannie, zawierająca około 2000 galaktyk, oddalona o około 48 milionów lat świetlnych.
W górnej części gwiazdozbioru znajdują się liczne galaktyki. Najjaśniejsze z nich to wielkie galaktyki eliptyczne: M49, M60, M84, M86 i M87. M87 to silne źródło radiowe i promieniowania rentgenowskiego, znane też jako Virgo A. M86 i M87 wraz z sześcioma sąsiednimi galaktykami tworzą łańcuch kolejno ułożonych obiektów. Co najmniej siedem z nich porusza się wspólnie. Nazywany jest Łańcuchem Markariana na cześć armeńskiego astrofizyka Beniamina Markariana, który zajmował się badaniem ruchów własnych galaktyk Gromady.
- Jedna z największych i najjaśniejsza z nich galaktyka M49 dostrzegalna już przez niewielki teleskop. Jest to druga w kolejności (po M83) odkryta galaktyka znajdująca się poza Gromadą Lokalną. Została odkryta przez Messiera jako pierwsza w Gromadzie[3].
- Trzecia co do jasności po M49 i M87 galaktyka eliptyczna to M60. Podobnie jak sąsiadki posiada w centrum supermasywną czarną dziurę o masie 4,5 miliarda mas Słońca[3]. Galaktyka dziewiątej wielkości, jedna z najwyraźniejszych składników Gromady w Pannie. Można ją dostrzec za pomocą teleskopu o aperturze 75 mm[5].
- M86 to galaktyka eliptyczna położona w centrum Gromady w Pannie. Astronomowie szacują, że może ona zmierzać w naszym kierunku z prędkości 419 km/s. Znaczna prędkość względem ośrodka międzygalaktycznego powoduje, że jest „odzierana” z materii, co powoduje pobudzenie jej do świecenia w świetle rentgenowskim[3].
- Galaktyka Sombrero inaczej M104, to najbardziej znana galaktyka w Pannie. Jest to galaktyka spiralna, ustawiona do Ziemi krawędzią, dzięki czemu widzimy pas ciemnego pyłu przecinający jej centralne zgrubienie. Została odkryta w 1767 roku przez Pierre’a Méchaina. Posiada jasne jądro zawierające supermasywną czarną dziurę. M 104 nie należy do Gromady, znajduje się bliżej nas, w odległości około 29 mln lat świetlnych. Swój charakterystyczny wygląd zawdzięcza ciemnemu pyłowi[3][5].

W Pannie znajduje się również najjaśniejszy kwazar, 3C 273. Leży on dużo dalej od Słońca niż gromada w Pannie.

## Punkt Wagi
Wskutek precesji osi ziemskiej, w zachodniej części konstelacji znalazł się w naszych czasach punkt równonocy jesiennej (punkt Wagi). Przez gwiazdozbiór Panny przebiega obecnie 44,0° ekliptyki – 1/6 znaku Panny, cały znak Wagi i ponad 1/4 znaku Skorpiona. Słońce wędruje na tle gwiazdozbioru Panny pomiędzy 16 września a 31 października.